# Тібо Жиресс
Тібо Жиресс (фр. Thibault Giresse, нар. 25 травня 1981, Таланс) — французький футболіст, півзахисник клубу «Генгам». Син колишнього футболіста, а нині тренера Алена Жиресса.
Виступав за французькі клуби «Тулуза», «Гавр», «Ам'єн» та «Генгам», вигравши з останнім Кубок Франції 2014 року.

## Ігрова кар'єра
Вихованець академії «Тулузи», де навчався з 1995 року. З 1999 року грав за другу команду клубу.
Влітку 2001 року основна команда «Тулузи» була відправлена в третій дивізіон через фінансові причини. Після цього більшість гравців покинули клуб і Жиресс став основним виконавцем. Зігравши у всіх 38 матчах чемпіонату в сезоні 2001/02 від допоміг команді зайняти 4 місце і вийти в Лігу 2. Там Тібо також залишився основним гравцем, зігравши у 30 матчах чемпіонату, чим допоміг клубу виграти Дивізіон 2 і повернутись в еліту. Проте дебют в Лізі 1 виявився невдалим — Жиресс за півроку зіграв лише у 5 матчах, програвши конкуренцію новачку Флорану Бальмону, через що у січні 2004 року змушений був повернутись в Лігу 2, де грав в оренді за «Гавр». Повернувшись влітку до «Тулузи» Жиресс продовжив боротись за місце в основі, проте закріпитись в команді так і не зумів.
У серпні 2006 року, після чергового невдалого сезону (всього 9 матчів у чемпіонаті за рік), гравець повернувся в Лігу 2, де став гравцем «Ам'єна». Тут Жиресс відразу став лідером команди, пропустивши за три сезони лише один матч в чемпіонаті. При чому в сезоні 2006/07 команді лише одного очка не вистачило до виходу в еліту, а в наступному сезоні 2007/08 дійшла до півфіналу національного кубка. Проте влітку 2009 року команда зайняла 18-те місце і вилетіла з другого дивізіону, після чого Тібо команду покинув.
У червні 2009 року підписав контракт з іншим клубом Ліги 2 «Генгамом». Ця команда була володарем кубка Франції минулого сезону, що дозволило Жирессу дебютувати в Суперкубку Франції, а також у Кубку УЄФА. Проте в обох турнірах «Генгам» зазнав поразок (0:2 від «Бордо» в суперкубку і 2:8 за сумою двох матчів від «Гамбурга»). До того ж і в чемпіонаті команда несподівано зайняла 18-те місце й вилетіла в третій дивізіон. Після пониження у сезоні 2010/11 Жиресс став найкращим бомбардиром третього дивізіону, забивши 21 гол у чемпіонаті. Це допомогло команді зайняти третє місце і повернутись у Лігу 2, де команда провела два сезони, після чого за підсумками сезону 2012/13 вийшла в Лігу 1. В елітному дивізіоні Жиресс продовжив бути лідером команди, яка змогла зберегти прописку, а також виграла Кубок Франції 2014 року. Генгам був останнім клубом у професійній кар'єрі Тібо. У 2018 році, відігравши 15 повних сезонів у французькому чемпіонаті в Лізі 1 та Лізі 2, провівши при цьому 408 матчів і забивши 66 голи, він попрощався з «великим» футболом.

## Досягнення

### Клубні
- Переможець Ліги 2: 2002/03
- Володар Кубка Франції: 2013/14

### Індивідуальні
- Найкращий бомбардир Національного дивізіону: 2010/11
- У символічній збірній Національного дивізіону: 2010/11[1]